# Serjão
Sérgio Ricardo de Jesus Vertello (ur. 19 września 1975) – brazylijski piłkarz występujący na pozycji obrońcy.

## Kariera piłkarska
Od 1990 do 2006 roku występował w Juventus, Albirex Niigata, Avispa Fukuoka, Ituano, CR Vasco da Gama, Duisburg i Vila Nova.